# Писклов, Василий Емельянович
Василий Емельянович Писклов (28 августа 1921, с. Солдатское, Курская губерния — 17 февраля 1998, Москва) — полковник Советской Армии, участник Великой Отечественной войны, Герой Советского Союза (1943).

## Биография
Василий Писклов родился 28 августа 1921 года в селе Солдатское (ныне — Ракитянский район Белгородской области). После окончания шести классов школы проживал во Владивостоке, работал на железной дороге. В 1940 году Писклов был призван на службу в Рабоче-крестьянскую Красную Армию. В 1941 году он окончил полковую школу. С 1942 года — на фронтах Великой Отечественной войны.
К июлю 1943 года гвардии старший сержант Василий Писклов был помощником командира взвода 207-го гвардейского стрелкового полка 70-й гвардейской стрелковой дивизии 13-й армии Центрального фронта. Отличился во время Курской битвы. 6-10 июля 1943 года взвод Писклова участвовал в боях в районе деревни Ольховатка Поныровского района Курской области, лично уничтожив 10 вражеских танков и большое количество солдат и офицеров противника.
Указом Президиума Верховного Совета СССР от 27 августа 1943 года за «образцовое выполнение боевых заданий командования на фронте борьбы с немецкими захватчиками и проявленные при этом мужество и героизм» гвардии старший сержант Василий Писклов был удостоен высокого звания Героя Советского Союза с вручением ордена Ленина и медали «Золотая Звезда» за номером 1722.

Надгробный памятник
на Котляковском кладбище

После окончания войны Писклов продолжил службу в Советской Армии. В 1946 году он окончил Московское пехотное училище, в 1960 году — курсы «Выстрел».
В 1965 году в звании полковника Писклов уволен в запас. Проживал в Москве, преподавал на военной кафедре МИФИ.
Василий Емельянович Писклов скончался 17 февраля 1998 года, похоронен на Котляковском кладбище Москвы.
Был также награждён орденами Отечественной войны 1-й степени и Красной Звезды, рядом медалей.
В честь Писклова названа аудитория военной кафедры МИФИ.